# Zaltbommel

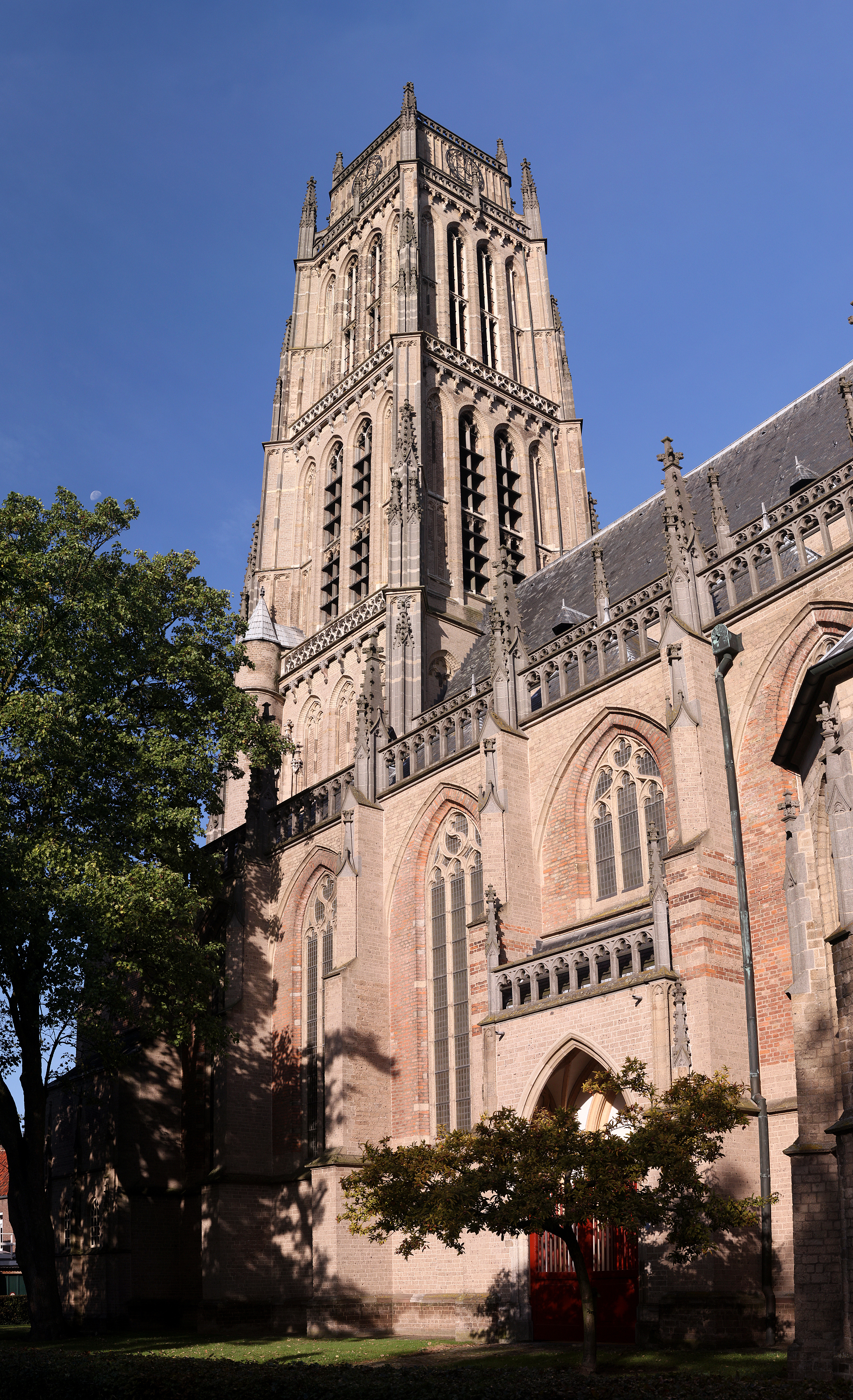

Zaltbommel este o comună și o localitate în provincia Gelderland, Țările de Jos. 
Aici s-a născut, în 1858, omul de afaceri Gerard Philips, fondatorul companiei care îi poartă numele.

## Localități componente
Aalst, Bern, Brakel, Bruchem, Delwijnen, Gameren, Kerkwijk, Nederhemert, Nieuwaal, Poederoijen, Zaltbommel, Zuilichem.